# Johann Hinrichs (Politiker)

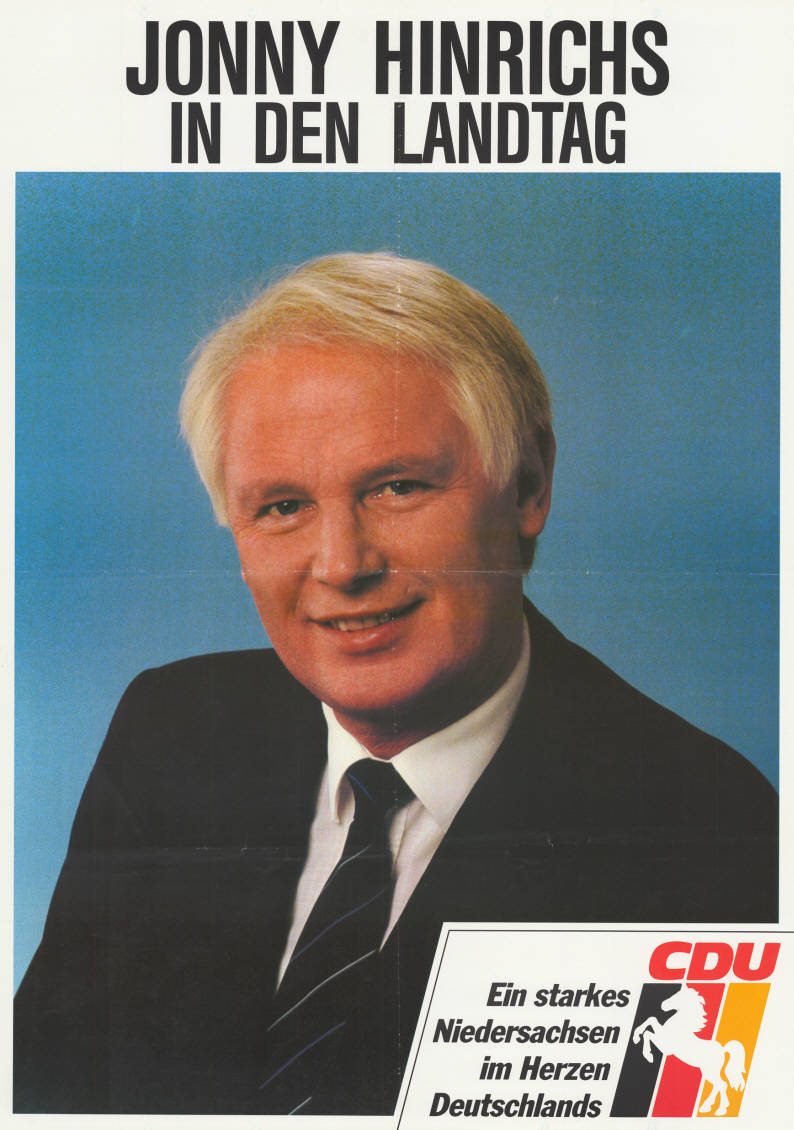
Johann Hinrichs auf einem Wahlplakat zur Landtagswahl 1990

Johann Hinrichs (* 22. Mai 1934 in Ohrwege bei Bad Zwischenahn) ist ein deutscher Politiker (CDU) und ehemaliger Abgeordneter des Niedersächsischen Landtages.

## Leben
Hinrichs besuchte die Volksschule und anschließend das Gymnasium in Bad Zwischenahn, das er mit der mittleren Reife verließ. Anschließend besuchte er die landwirtschaftliche Fachschule in Bad Zwischenahn und machte eine Ausbildung zum Landwirt.
Seit 1961 war er angestellt beim Ammerländer Landvolkverband und wurde 1969 zum
Geschäftsführer des Verbandes berufen. Er ist verheiratet und hat zwei Kinder.

## Politik
Hinrichs ist seit 1972 Mitglied der CDU, seit diesem Zeitpunkt war er auch Ratsherr und ab 1980 Bürgermeister der Gemeinde Bad Zwischenahn. Seit 1976 war er Kreistagsabgeordneter des Landkreises Ammerland.
Er war Mitglied des Niedersächsischen Landtages der 11. und 12. Wahlperiode vom
21. Juni 1986 bis zum 20. Juni 1994.

## Quelle
- Barbara Simon: Abgeordnete in Niedersachsen 1946–1994. Biographisches Handbuch. Hrsg. vom Präsidenten des Niedersächsischen Landtages. Niedersächsischer Landtag, Hannover 1996, S. 164.